# 뉴욕 시립 대학교 퀸스 칼리지
뉴욕 시립 대학교 퀸스 칼리지(Queens College, City University of New York)는 뉴욕 시립 대학교의 4년제 소속대학중 하나로, 뉴욕시 퀸스에 위치해있다. 많은 한인들이 거주하는 플러싱에 위치하고 있으며, 평방 31만 제곱미터의 캠퍼스를 가지고 있다.

## 역사
1937년, 한때 월트 휘트먼이 교편을 잡기도 했었던 자메이카 아카데미의 터에 학교가 위치한 보로의 이름을 본따 퀸스 칼리지라는 이름으로 세워졌다.

## 학문
뉴욕 시립 대학교 퀸스 칼리지는 78개의 학사전공과 24개의 석사학위를 제공하는 리버럴 아츠 칼리지이며, 20개의 박사학위는 뉴욕시립대학교 대학원을 통해서 수여된다. 애런 코플랜드 음대(Aaron Copland School of Music)는 사이먼 & 가펑클의 폴 사이먼 등을 배출하였다.

## 유명 동문

### 해외 동문
- 로버트 모그 : 신디사이저 발명자, 그래미 트러스티 어워드 수상
- 폴 사이먼 : 뮤지션, 락밴드 사이먼 & 가펑클
- 에이드리언 브로디 : 영화배우, 피아니스트 (2002년 영화) 주연, 아카데미 남우주연상 수상

### 국내 동문
- 플로우식 : 래퍼, 아지아틱스 소속